# Treville
Treville (piemontiul: Tërvila) település Olaszországban, Piemont régióban, Alessandria megyében. Lakosainak száma 261 fő (2023. január 1.). Treville Cereseto, Sala Monferrato és Ozzano Monferrato községekkel határos.

## Népesség
A település lakossága az elmúlt években az alábbi módon változott:
| Lakosok száma | 291  | 287  | 261  |
|               | 2017 | 2018 | 2023 |